# KK Zlatorog Laško
Košarkarski klub Zlatorog ist ein slowenischer Basketballverein aus Laško in der Untersteiermark, dessen erste Herrenmannschaft zwischen 1994 und 2006 unter dem Sponsorennamen Pivovarna Laško antrat. Die Herrenmannschaft spielt seit der Unabhängigkeit Slowenien in den höchsten nationalen Spielklassen und wurde 2004 Sieger des nationalen Pokalwettbewerbs. Der viermalige Vizemeister nahm nach der Gründung der Adriatischen Basketballliga (ABA-Liga) fünfmal in Folge bis 2006 sowie in der Saison 2011/12 an diesem supranationalen Wettbewerb teil. Nach dem Erreichen des Finales im neu geschaffenen Alpe Adria Cup 2016 wird der slowenische Vizemeister 2016 in der Saison 2016/17 erneut an der ABA-Liga teilnehmen.

## Geschichte

### Aufstieg als Pivovarna (bis 2006)
Als eigenständiger Verein wurde der Klub im Mai 1969 in Laško gegründet und nahm drei Jahre später den Beinamen „Zlatorog“ an. Nach der slowenischen Unabhängigkeit wurde die bekannte örtliche Brauerei, die ein Bier gleichen Namens braut, von 1994 bis 2006 Namenssponsor der Mannschaft, die zur Klarstellung als Pivovarna Laško firmierte. Zusammen mit dem Bau der neuen Sporthalle gelang schließlich 1996 der Aufstieg in die höchste slowenische Spielklasse, in der bei der Premiere in der Saison 1996/97 unter dem neuen Trainer Aleš Pipan gleich der Sprung in die Play-offs der vier besten Mannschaften gelang. Hier unterlag man im Halbfinale der Mannschaft der KD Hopsi Polzela wie auch in der folgenden Saison, in der man erstmals im FIBA EuroCup auch in internationalen Wettbewerben antrat. Nach dem Überstehen der Gruppenphase verlor die Mannschaft in der K.-o.-Phase in der ersten Runde der besten 32 Mannschaften der türkischen Mannschaft Tofaş SK Bursa. Ein Jahr später besiegte die Mannschaft in dem nun „Saporta Cup“ genannten internationalen Wettbewerb in der K.-o.-Phase 1999 Śląsk Wrocław sowie Cholet Basket und erreichte das Viertelfinale, in dem man Aris Saloniki unterlag. In der nationalen Meisterschaft zog die Mannschaft erstmals in die Finalserie ein, in der man glatt in drei Spielen dem dominierenden Serienmeister KK Union Olimpija aus der Hauptstadt Ljubljana unterlag. In der folgenden Saison 1999/2000 zog Pivovarna nach nur zwei Niederlagen in der regulären Saison als Tabellenerster in die Play-offs um die Meisterschaft ein. Titelverteidiger Union Olimpija schwächelte als Zweiter und verlor bereits in der Halbfinalserie erstmals den slowenischen Meistertitel, als die Mannschaft aus der Hauptstadt dem KK Krka unterlag. Der Verein aus Novo mesto konnte dann jedoch auch in der Finalserie den KK Pivovarna besiegen, der nur eines von dann vier Finalspielen gewinnen konnte, und verpflichtete anschließend auch noch Pivovarnas Trainer Aleš Pipan. Als slowenischer Vizemeister hatte die Mannschaft aus Laško in dem letztmals als FIBA Europaliga ausgespielten höchsten europäischen Vereinswettbewerb teilgenommen und dort aber von 16 Spielen in der Gruppenphase der Saison 1999/2000 nur zwei gegen Olympiakos Piräus und Fenerbahçe Ülker gewinnen können.
Nach dem vorläufigen Höhepunkt in der jungen Vereinsgeschichte mit zwei Vizemeisterschaften und der Teilnahme an der Europaliga konnte die Mannschaft in den folgenden Jahren ab 2000 an die jüngsten Erfolge nicht mehr anknüpfen, da der neue Meister KK Krka der neue Herausforderer von Rekordmeister Union Olimpija wurde. Dreimal hintereinander schied die Mannschaft von Pivovarna im nationalen Halbfinale aus. Nach der FIBA Europaliga in der Saison 1999/2000 startete die Mannschaft in der Saison 2000/01 im Saporta-Cup und schließlich in der Saison 2001/02 im letztmals ausgespielten internationalen Korać-Cup, in dem man erst im Halbfinale dem letzten Titelgewinner SLUC Nancy Basket unterlag. Mit der neu eingeführten supranationalen ABA-Liga gab es auf dem Gebiet des ehemaligen Jugoslawien zunächst ohne Serbien und Montenegro eine Nachfolgewettbewerb für die frühere höchste jugoslawische Spielklasse. Bei der Premiere ABA-Liga 2001/02 war auch Pivovarna Laško dabei, die vor 1991 nicht auf diesem Niveau gespielt hatten, und die slowenischen Mannschaften bis auf KD Geoplin Slovan dominierten den Wettbewerb, als drei der vier Halbfinalisten aus Slowenien kamen. KK Pivovarna verlor beim Final-Four-Turnier sein Halbfinale gegen den Gastgeber und späteren Premieren-Titelgewinner Union Olimpija. Mit der Teilnahme serbischer Mannschaften sortierte sich das Teilnehmerfeld in der ABA-Liga 2002/03 neu und Pivovarna erreichte hinter dem Siebten Krka den achten Platz von zwölf Mannschaften, obwohl Pivovarna mit dem US-Amerikaner Kenyan Weaks, der mehr als 20 Punkte pro Spiel erzielte, den Most Valuable Player (MVP) der Saison stellte. International war man ferner im neu eingeführten ULEB Cup 2002/03 vertreten, in dem man nach der Gruppenphase im Achtelfinale dem nationalen Konkurrenten und späteren Finalisten KK Krka Novo mesto unterlag, der auch die nationale Meisterschaft gewann. Die erfolgreiche Mannschaft des neuen Meisters musste jedoch einen personellen Aderlass hinnehmen und so konnte Pivovarna in der ABA-Liga 2003/04 mit Rückkehrer Aleš Pipan auf dem sechsten Platz am Siebten Krka vorbeiziehen. Mit dem Finalsieg im nationalen Pokalwettbewerb 2004 über KK Union Olimpija, der zuvor in den Pokalfinals 1998 bis 2000 siegreich gegen Pivovarna gewesen war, feierte Pivovarna sogar seinen ersten Titelgewinn mit MVP Nebojša Joksimović. Auch in die Finalserie um die Meisterschaft konnte die Mannschaft erstmals nach vier Jahren wieder einziehen, in der jedoch Rekordmeister Union Olimpija zurückschlug und sich glatt in drei Spielen den Titel zurückholte. Während Pivovarna seinen Titel im Pokalwettbewerb in Pokalfinals 2005 sowie 2006 gegen KK Union Olimpija nicht verteidigen konnte, rutschte man auch in der Meisterschaft ab und verpasste 2006 gar die Play-offs der vier besten Mannschaften. Bei der zweiten Teilnahme am ULEB Cup 2004/05 reichten sechs Siege, darunter zwei gegen den späteren deutschen Meister GHP Bamberg, in zehn Spielen nicht zum Weiterkommen und nach dem neunten Platz 2005 rutschte die Mannschaft auf den 14. und letzten Platz in der ABA-Liga 2005/06 ab.

### Rückkehr zum Namen Zlatorog (ab 2006)
Nachdem die Mannschaft eine weitere Teilnahme an der ABA-Liga verpasst hatte und die Brauerei 2006 ihr Engagement als Namenssponsor zurückgefahren hatte, kehrte der Verein zum alten Namen Zlatorog zurück. Nach einem vierten Platz in der Meisterschaft 2007 kehrte die Mannschaft im FIBA EuroCup 2007/08 in internationale Wettbewerbe zurück, verlor aber beide Ausscheidungsspiele gegen GS Olympia Larisa vor Erreichen der Gruppenphase, wie auch ein Jahr später im nun EuroChallenge 2008/09 genannten Wettbewerb gegen den mazedonischen Verein AMAK. Nach drei Halbfinalteilnahmen in der slowenischen Meisterschaft wurde die Mannschaft in der Saison 2009/10 nur noch Siebter, erreichte aber ein weiteres Mal das Pokalfinale, das erneut gegen Titelverteidiger Union Olimpija verloren ging. In der folgenden Saison reichte die Rückkehr in die Halbfinals der Meisterschaft 2011 zu einer weiteren Teilnahme an der ABA-Liga 2011/12, nachdem mit Krka und Union Olimpija beide slowenischen Vertreter das Final Four der supranationalen Liga erreicht hatten. Doch Krka wurde 2012 nur Viertletzter, KK Helios Domžale Vorletzter und der KK Zlatorog gar nur mit zwei Siegen in 26 Spielen abgeschlagener Tabellenletzter in der ABA-Liga. Trotz des enttäuschenden Abschneidens in dem supranationalen Wettbewerb reichte es in der Meisterschaft zu einer weiteren Halbfinalteilnahme, die man auch in der folgenden Saison bestätigen konnte. In der Saison 2013/14 reichte es nur zum fünften Platz, doch durch die Erweiterung der Play-offs um ein Viertelfinale war man allerdings nur kurzzeitig für die Finalrunde um die Meisterschaft qualifiziert. In der als Viertelfinalserie ausgespielten ersten Runde verlor man gegen KD Hopsi Polzela. Das Pokalfinale 2015 ging gegen Titelverteidiger Krka Novo mesto verloren, bevor die Mannschaft als Vierte der Meisterschaftsrunde 2015 dann die Viertelfinalserie gegen den späteren Überraschungsmeister Tajfun Šentjur verlor. Nach dem frühzeitigen Ausscheiden im FIBA Europe Cup 2015/16 unter anderem wegen zweier Niederlagen gegen den österreichischen Meister UBC Güssing Knights kehrte Trainer Aleš Pipan ein weiteres Mal zurück. Im erstmals ausgespielten Alpe Adria Cup zwischen je zwei Mannschaften aus Kroatien, Österreich, der Slowakei und Slowenien erreichte die Mannschaft das Finale, in dem man mit drei Punkten Unterschied dem nationalen Konkurrenten Helios Suns unterlag. In der Meisterschaftsrunde erreichte die Mannschaft als Zweiter die Play-offs, in denen man im Halbfinale Rekordmeister Union Olimpija besiegen konnte. Doch auch in der Meisterschaft wussten die Helios Suns aus Domžale in der Finalserie mit drei Siegen aus vier Spielen den ersten Titelgewinn des Vereins aus Laško in diesem Wettbewerb zu verhindern.

## Bekannte Spieler
| - Goran Jurak 1996–2002, 2013–16 - Sani Bečirovič 1997–99 - Ervin Dragšič 1997–2001 - Gregor Hafnar 1998–2000 - Boštjan Nachbar 1999/2000 - Ivo Nakić 2000/01 - Elvir Ovčina 2000/01 - Samo Udrih 2000/01, 2012/13 | - Kenyan Weaks 2002/03 - Ermal Kuqo 2002/03 - Dragan Dojčin 2002–04 - / Hasan Rizvić 2002–05 - Nebojša Joksimovič 2003–05 | - / Alen Omić 2008–12 - Mitja Nikolić 2009–13 - Jusuf Nurkić 2010/11 - / Rašid Mahalbašić 2012 - Saša Zagorac 2014/15 |